# سگانتیوم
سگانتیوم (الگو:Lang-owl) یک قلعه رومی یا کاستروم در حومه کرناروون در گوینز، ولز شمالی است.